# Xylofaag

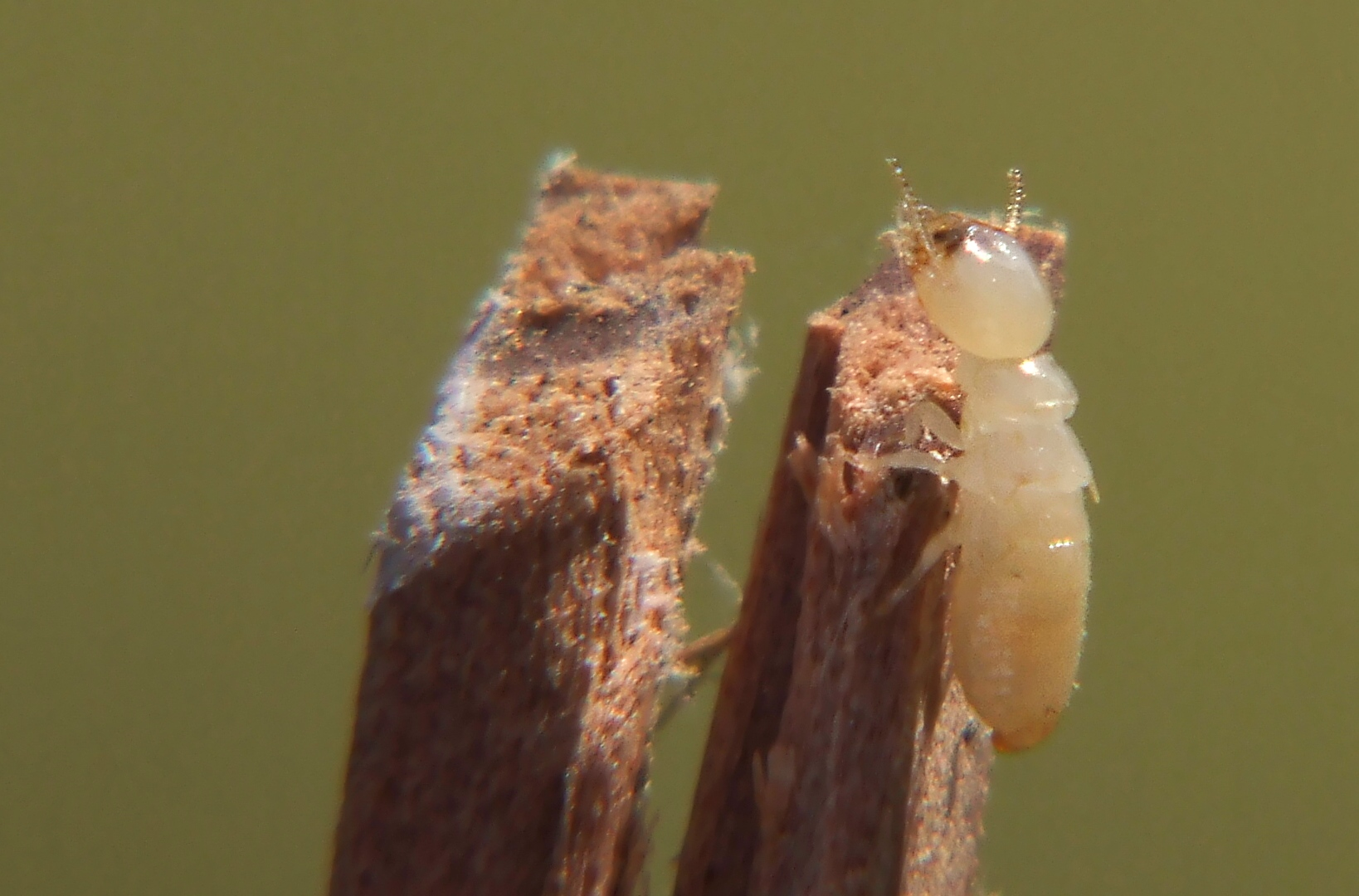
Een termiet

Xylofaag is een term die in de ecologie wordt gebruikt om een herbivoor te beschrijven waarvan het dieet voornamelijk (en vaak uitsluitend) uit hout bestaat. Het woord is afgeleid van het Griekse ξυλοφάγος (xulophagos) 'hout etend', van ξύλον (xulon) 'hout' en φαγεῖν (phagein) 'eten'. De voedingswijze staat bekend als xylofagie. Dieren die alleen dood hout eten worden 'sapro-xylofaag' of 'saproxylisch' genoemd.  

## Xylofage insecten
De meeste houtetende diersoorten zijn geleedpotigen, voornamelijk insecten, waarvan het gedrag vrij algemeen is en in veel verschillende ordes voorkomt. Het is niet ongebruikelijk dat houtetende insecten zich specialiseren; in sommige gevallen beperken ze zich tot bepaalde plantengroepen (een taxonomische specialisatie), en soms zijn het de fysieke kenmerken van het hout (bijvoorbeeld mate van verval, de hardheid van het hout, of het hout levend of dood is, of de keuze van kernhout, spinthout, of schors).
Veel houtetende insecten hebben symbiotische protozoa en/of bacteriën in hun spijsverteringssysteem die helpen bij de afbraak van cellulose naar glucose; anderen (bijvoorbeeld de termietenfamilie Termitidae) hebben voor deze vertering hun eigen enzymen (cellulase). Anderen, vooral onder de groepen die zich voeden met rottend hout, halen blijkbaar veel van hun voeding uit de vertering van verschillende soorten schimmels die tussen de houtvezels groeien. Dergelijke insecten zijn de dragers van de sporen van deze schimmels, en infecteren zelf de gastheer-boom waarin ze hun eieren leggen.
Xylofage insecten worden vaak als schadelijk beschouwd omdat ze ook in door de mens gebruikt hout leven en dit verzwakken door het maken van gangenstelsels. Voorbeelden van beruchte soorten zijn de Oost-Aziatische boktor (Anoplophora chinensis) en de loofhoutboktor (Anoplophora glabripennis). De larven van een aantal soorten xylofage insecten staan bekend onder de naam 'houtworm'. 
Andere xylofage insectensoorten zijn aan te merken als opruimers van dood hout in de natuur, omdat ze leven van hout dat al in verregaande staat van ontbinding is (vermolmd). Voorbeelden van dergelijke soorten zijn soorten kevers uit de familie vliegende herten (Lucanidae), zoals het vliegend hert, het klein vliegend hert en het blauw vliegend hert.

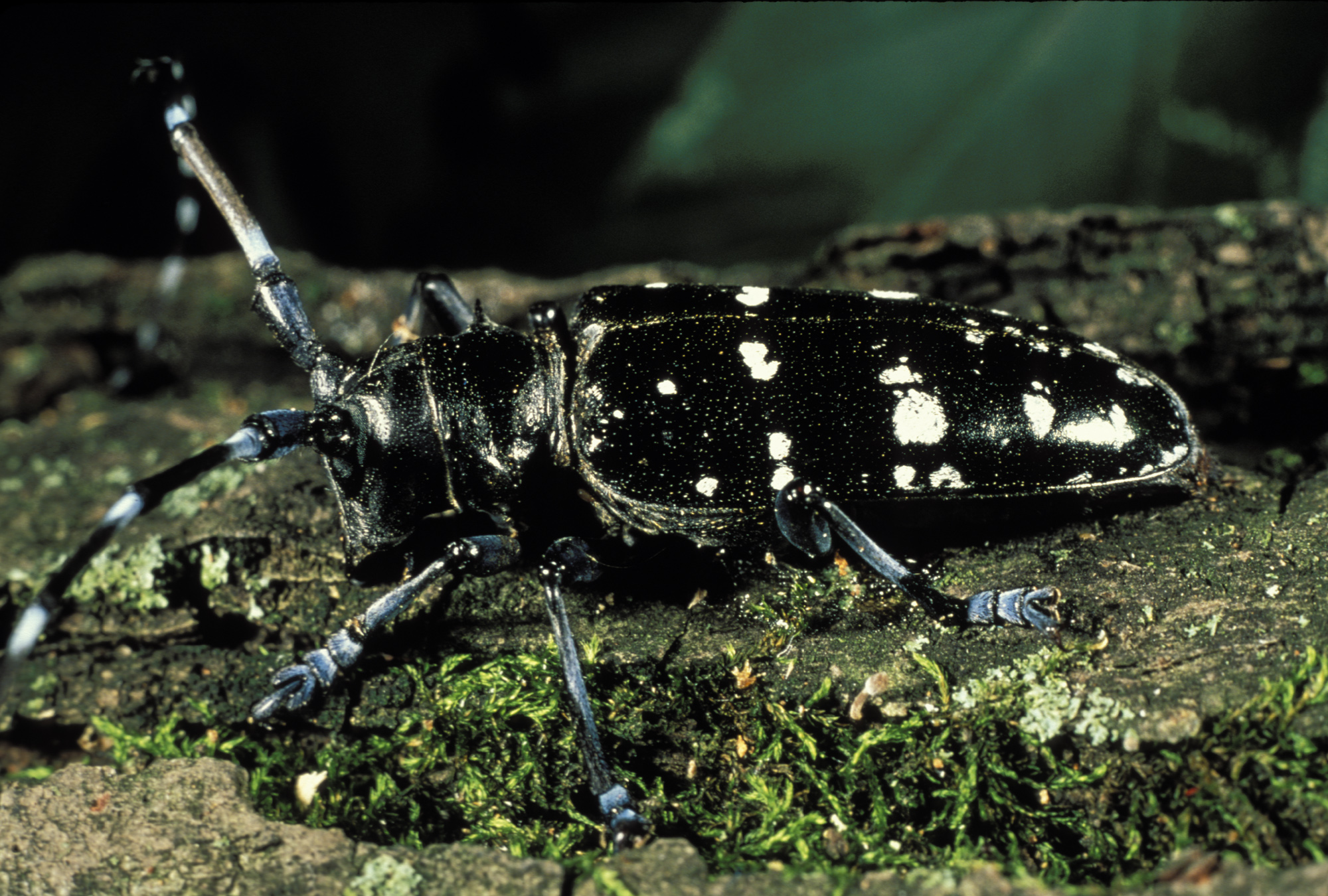
Loofhoutboktor

## Voorbeelden van houtetende dieren
- Schorskevers
- Bevers (boomschors, twijgen)
- Houtboorders
- Egale sparappelboorders, een soort snuitmot
- Limnoria quadripunctata
- Houtwespen
- Panaque (meerval)
- Wespvlinders
- Paalwormen
- Termieten
- Pissebedden
- Prachtkevers
- Boktorren
- Snuitkevers